# ブレイク・エドワーズ
ブレイク・エドワーズ（英語: Blake Edwards、1922年7月26日 – 2010年12月15日）は、アメリカ合衆国オクラホマ州タルサ出身の映画監督・脚本家・プロデューサーである。『ピンク・パンサー』シリーズなどの監督で有名である。

## 略歴
義理の祖父はサイレント映画の監督、義理の父親は舞台監督だった。俳優として映画界に入り、脚本を書くようになり、最終的に映画監督となった。軽快・洒脱なコメディー作品で知られるが、『ティファニーで朝食を』『酒とバラの日々』など、文芸作品にも後年まで評価の高い作品を残している。
1969年に13歳年下の女優のジュリー・アンドリュースと再婚した。以降この2人は、ハリウッドきってのベストカップルとしても知られている。
2004年にアカデミー賞特別賞を受賞した。
2010年12月15日、肺炎の合併症のためカリフォルニア州サンタモニカの病院で死去。88歳没。

## 主な監督作品
- 年頃ですモノ! This Happy Feeling (1958)
- ペティコート作戦 Operation Petticoat (1959)
- ティファニーで朝食を Breakfast at Tiffany's (1961)
- 追跡 EXPERIMENT IN TERROR (1962)
- 酒とバラの日々 Days of Wine and Roses (1962)
- ピンクの豹 The Pink Panther (1963)
- 暗闇でドッキリ A Shot in the Dark (1964)
- グレートレース The Great Race (1965)
- 地上最大の脱出作戦 What Did You Do in the War, Daddy? (1966)
- 暁の出撃 (1970年の映画)（1970）
- 夕陽の挽歌 Wild Rovers (1971)
- ピンク・パンサー2 The Return of the Pink Panther (1975)
- ピンク・パンサー3 The Pink Panther Strikes Again (1976)
- ピンク・パンサー4 Revenge of the Pink Panther (1978)
- テン 10 (1979)
- ビクター/ビクトリア Victor/Victoria (1982)
- S.O.B. S.O.B. (1981)
- ピンク・パンサーX Trail of the Pink Panther (1982)
- ピンク・パンサー5 クルーゾーは二度死ぬ Curse of the Pink Panther (1983)
- ブラインド・デート Blind Date (1987)
- スキン・ディープ Skin Deep (1989)
- スウィッチ/素敵な彼女? Switch (1991)
- ピンク・パンサーの息子 Son of the Pink Panther （1993）

## 主な製作作品
- 荒くれ男 Stampede （1949）

## 主な受賞
- 1983年 - セザール賞 外国映画賞、『ビクター/ビクトリア』に対して
- 1988年 - 第9回ゴールデンラズベリー賞最低監督賞、『キャデラック・カウボーイ』に対して
- 1990年 - ロサンゼルス映画批評家協会賞 生涯功労賞、映画界への長年の功績に対して
- 2004年 - 第76回アカデミー賞 名誉賞、映画界への長年の貢献、多大なる業績を表して